# Tiaré Scanda
Tiaré Scanda (født 6. januar 1974 i Mexico City, Mexico) er en mexicansk skuespillerinde og model.